# Offroicourt
Offroicourt est une commune française située dans le département des Vosges en région Grand Est.
Ses habitants sont appelés les Offroicuriens.

## Géographie

### Localisation
La commune est à 2,0 km de Remicourt et Viviers-lès-Offroicourt, 4,7 de Domjulien et 12,6 de Vittel.
Offroicourt est un petit village qui s'étend sur 9,33 km2 et comptait 150 habitants au dernier recensement de 2022. La densité de la population est de 16,6 habitants/km2.
| Rouvres-en-Xaintois | Rouvres-en-Xaintois     |           |
| Rouvres-en-Xaintois | Offroicourt             | Remicourt |
| Gemmelaincourt      | Viviers-lès-Offroicourt | Estrennes |

### Géologie et relief
Offroicourt est située dans un espace protégé hors Natura 2000 et deux ZNIEFF (* Coteaux et vergers d'Offroicourt et Vivers-lès-Offroicourt; * Vergers de Mirecourt).

### Sismicité
Commune située dans une zone 1 de sismicité très faible.

### Hydrographie et les eaux souterraines
Hydrogéologie et climatologie : Système d’information pour la gestion des eaux souterraines du bassin Rhin-Meuse :
Territoire communal : Occupation du sol (Corinne Land Cover); Cours d'eau (BD Carthage),
Géologie : Carte géologique; Coupes géologiques et techniques,
 Hydrogéologie : Masses d'eau souterraine; BD Lisa; Cartes piézométriques.

#### Réseau hydrographique
La commune est située dans le bassin versant du Rhin et le bassin versant de la Meuse au sein du bassin Rhin-Meuse le bassin versant de la Meuse. Elle est drainée par le ruisseau du Val d'Arol, le ruisseau du Groseillier, le ruisseau du Pre de la Blanche, le ruisseau du Puits de Haie et le ruisseau Gebe,.
Le Val d'Arol, d'une longueur totale de 13,9 km, prend sa source dans la commune de Domjulien et se jette dans la Madon à Marcheprime, après avoir traversé neuf communes.

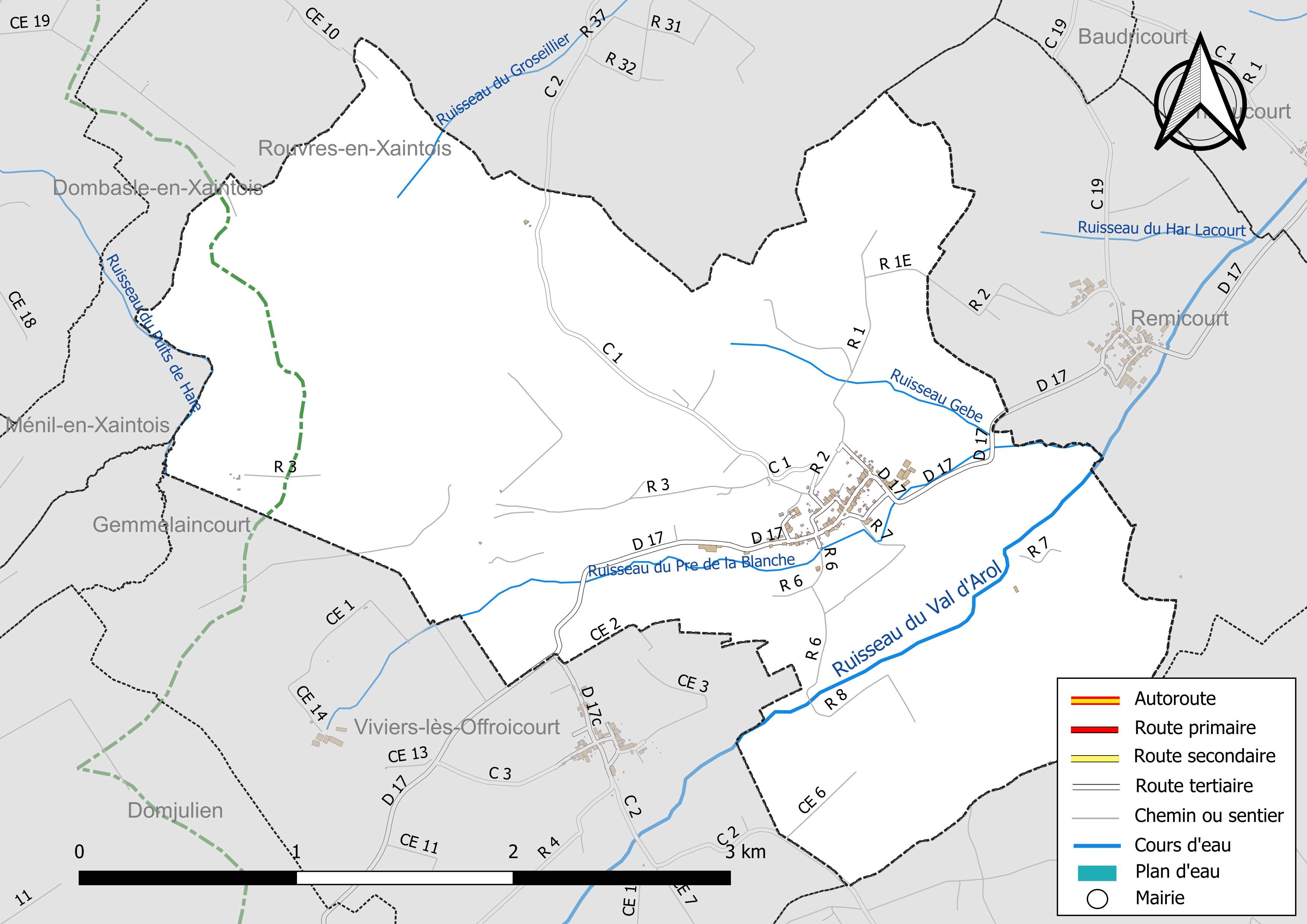
Réseaux hydrographique et routier d'Offroicourt.

#### Gestion et qualité des eaux
Le territoire communal est couvert par le schéma d'aménagement et de gestion des eaux (SAGE) « Nappe des Grès du Trias Inférieur ». Ce document de planification, dont le territoire comprend le périmètre de la zone de répartition des eaux de la nappe des Grès du trias inférieur (GTI), d'une superficie de 1 497 km2,  est en cours d'élaboration. L’objectif poursuivi est de stabiliser les niveaux piézométriques de la nappe des GTI et atteindre l'équilibre entre les prélèvements et la capacité de recharge de la nappe. Il doit être cohérent avec les objectifs de qualité définis dans les SDAGE Rhin-Meuse et Rhône-Méditerranée. La structure porteuse de l'élaboration et de la mise en œuvre est le conseil départemental des Vosges.
La qualité des eaux de baignade et des cours d’eau peut être consultée sur un site dédié géré par les agences de l’eau et l’Agence française pour la biodiversité.

### Climat
Pour des articles plus généraux, voir Climat du Grand Est et Climat des Vosges.
En 2010, le climat de la commune est de type climat des marges montargnardes, selon une étude du Centre national de la recherche scientifique s'appuyant sur une série de données couvrant la période 1971-2000. En 2020, Météo-France publie une typologie des climats de la France métropolitaine dans laquelle la commune est dans une zone de transition entre le climat océanique altéré et le climat océanique altéré et est dans la région climatique  Lorraine, plateau de Langres, Morvan, caractérisée par un hiver rude (1,5 °C), des vents modérés et des brouillards fréquents en automne et hiver. 
Pour la période 1971-2000, la température annuelle moyenne est de 9,6 °C, avec une amplitude thermique annuelle de 16,9 °C. Le cumul annuel moyen de précipitations est de 899 mm, avec 12,5 jours de précipitations en janvier et 9,5 jours en juillet. Pour la période 1991-2020, la température moyenne annuelle observée sur la station météorologique de Météo-France la plus proche, « Mirecourt-inra », sur la commune de Mirecourt à 7 km à vol d'oiseau, est de 10,4 °C et le cumul annuel moyen de précipitations est de 824,3 mm. 
La température maximale relevée sur cette station est de 39,5 °C, atteinte le 25 juillet 2019 ; la température minimale est de −19,5 °C, atteinte le 20 décembre 2009,,. 
Les paramètres climatiques de la commune ont été estimés pour le milieu du siècle (2041-2070) selon différents scénarios d'émission de gaz à effet de serre à partir des nouvelles projections climatiques de référence DRIAS-2020. Ils sont consultables sur un site dédié publié par Météo-France en novembre 2022.

## Urbanisme

### Typologie
Au 1er janvier 2024, Offroicourt est catégorisée commune rurale à habitat dispersé, selon la nouvelle grille communale de densité à sept niveaux définie par l'Insee en 2022.
Elle est située hors unité urbaine. Par ailleurs la commune fait partie de l'aire d'attraction de Mirecourt, dont elle est une commune de la couronne,. Cette aire, qui regroupe 33 communes, est catégorisée dans les aires de moins de 50 000 habitants,.

### Occupation des sols
L'occupation des sols de la commune, telle qu'elle ressort de la base de données européenne d’occupation biophysique des sols Corine Land Cover (CLC), est marquée par l'importance des territoires agricoles (64,1 % en 2018), une proportion identique à celle de 1990 (64,1 %). La répartition détaillée en 2018 est la suivante : 
prairies (40,2 %), forêts (33,1 %), terres arables (22,4 %), zones urbanisées (2,8 %), cultures permanentes (1,5 %). L'évolution de l’occupation des sols de la commune et de ses infrastructures peut être observée sur les différentes représentations cartographiques du territoire : la carte de Cassini (XVIIIe siècle), la carte d'état-major (1820-1866) et les cartes ou photos aériennes de l'IGN pour la période actuelle (1950 à aujourd'hui).

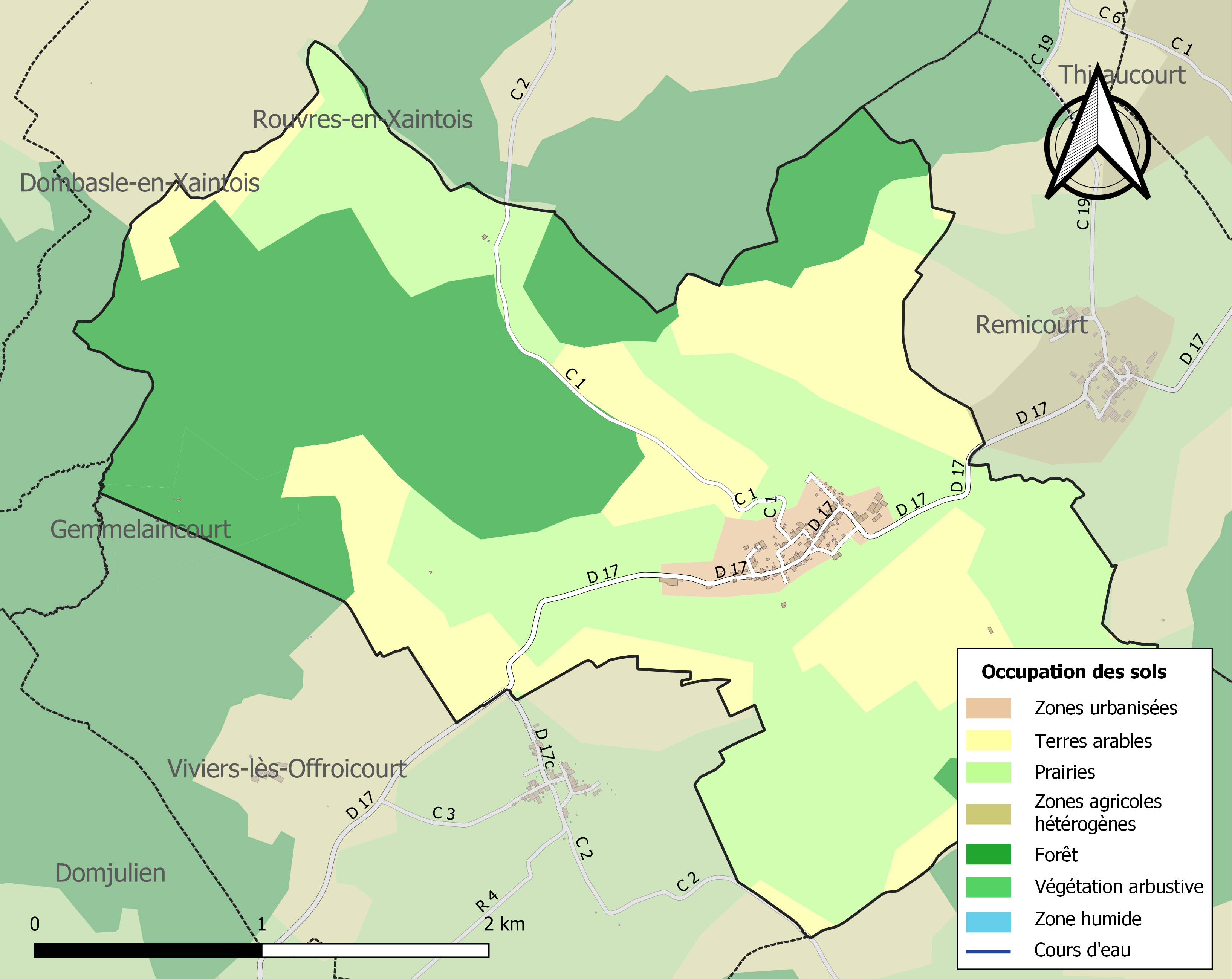
Carte des infrastructures et de l'occupation des sols de la commune en 2018 (CLC).

### Voies de communications et transports

#### Voies routières
- Autoroute A31 : Échangeurs Bulgnéville, Châtenois.

#### Transports en commun

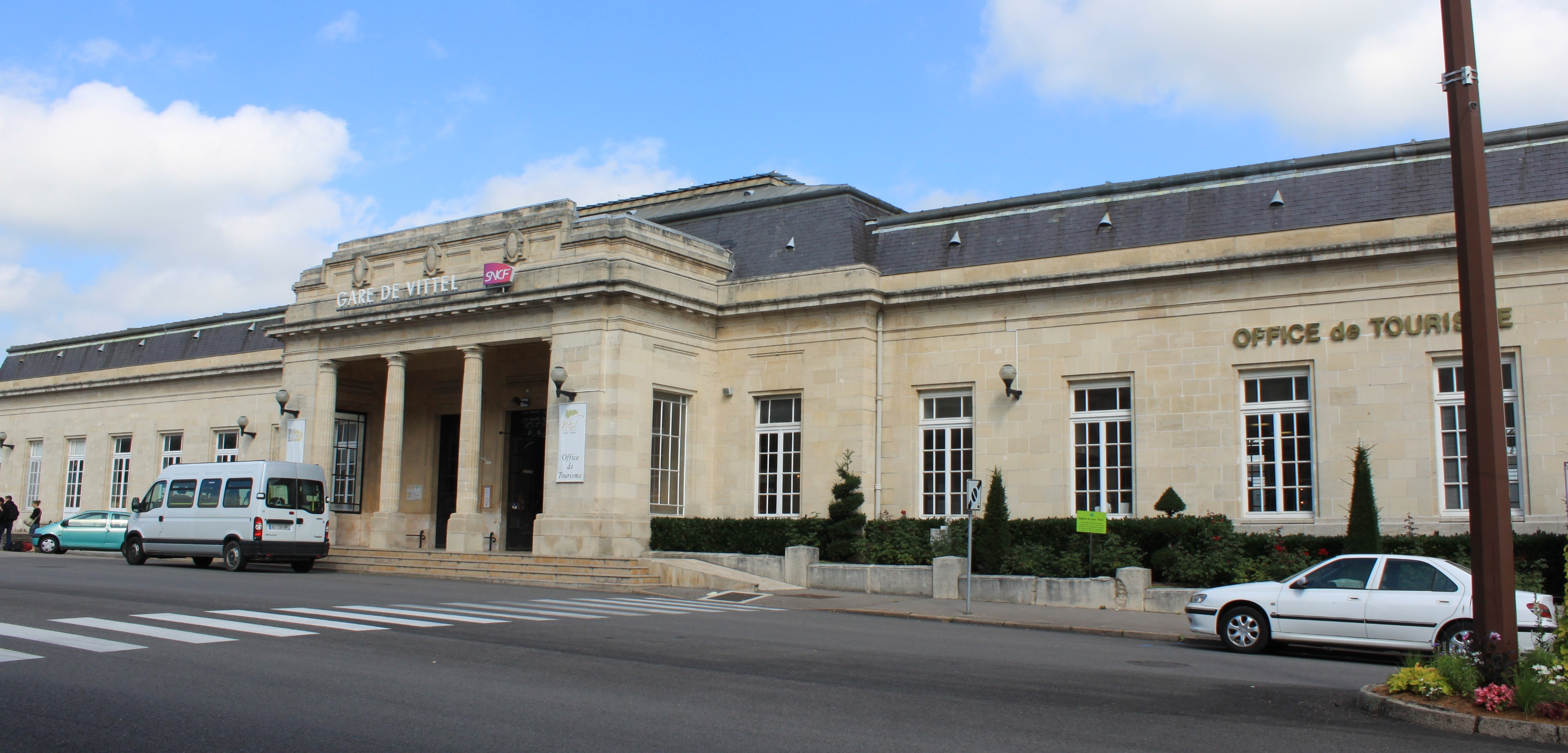
Gare de Vittel.

- Fluo Grand Est.

#### Lignes SNCF
- Gare de Contrexéville
- Gare de Vittel
- Gare de Neufchâteau
- Gare de Merrey

## Toponymie
Le nom de la localité est attesté sous les formes De Olfrodecurte juxta Viveri (xe siècle) ; O. de Offroicort (1204) ; O. de Offroicore (1208) ; Offreicort (1233) ; Offricourt (1255) ; R. d’Offroicourt (1287) ; Offroicourt (1295) ; R. d’Offroicour (1298) ; Offracourt (1322) ; Juxta Offroicuriam (1402) ; Offraucourt (1478) ; Hoffroicour (1656).

Offroicourt viendrait du nom de personne germanique Olfred et du latin cortem (« cour de ferme ») puis  (« domaine ») : « Le domaine d'Olfred ».
Toponymes de Offroicourt

## Histoire
Offroicourt était le chef-lieu d’une baronnie, appartenant à la famille de Sommièvre. Le château, construit en 1515, est actuellement en ruines.
En 1594, la commune dépendait du Bailliage de Vôge, prévôté de Mirecourt et Ramoncourt, et en 1751 du bailliage de Mirecourt.
Au spirituel, Offroicourt était autrefois annexe de Saint-Martin-sous-Montfort puis devint une paroisse rattachée au Diocèse de Toul et au doyenné de Porsas.

## Politique et administration
| Période                                  | Période   | Identité        | Étiquette | Qualité |
| ---------------------------------------- | --------- | --------------- | --------- | ------- |
| Les données manquantes sont à compléter. |           |                 |           |         |
| avant 1981                               | ?         | Marcel Arnould  |           |         |
| mars 2001                                | mars 2014 | Gustave Maire   |           |         |
| mars 2014                                | En cours  | Nathalie Brabis |           |         |

### Budget et fiscalité 2022

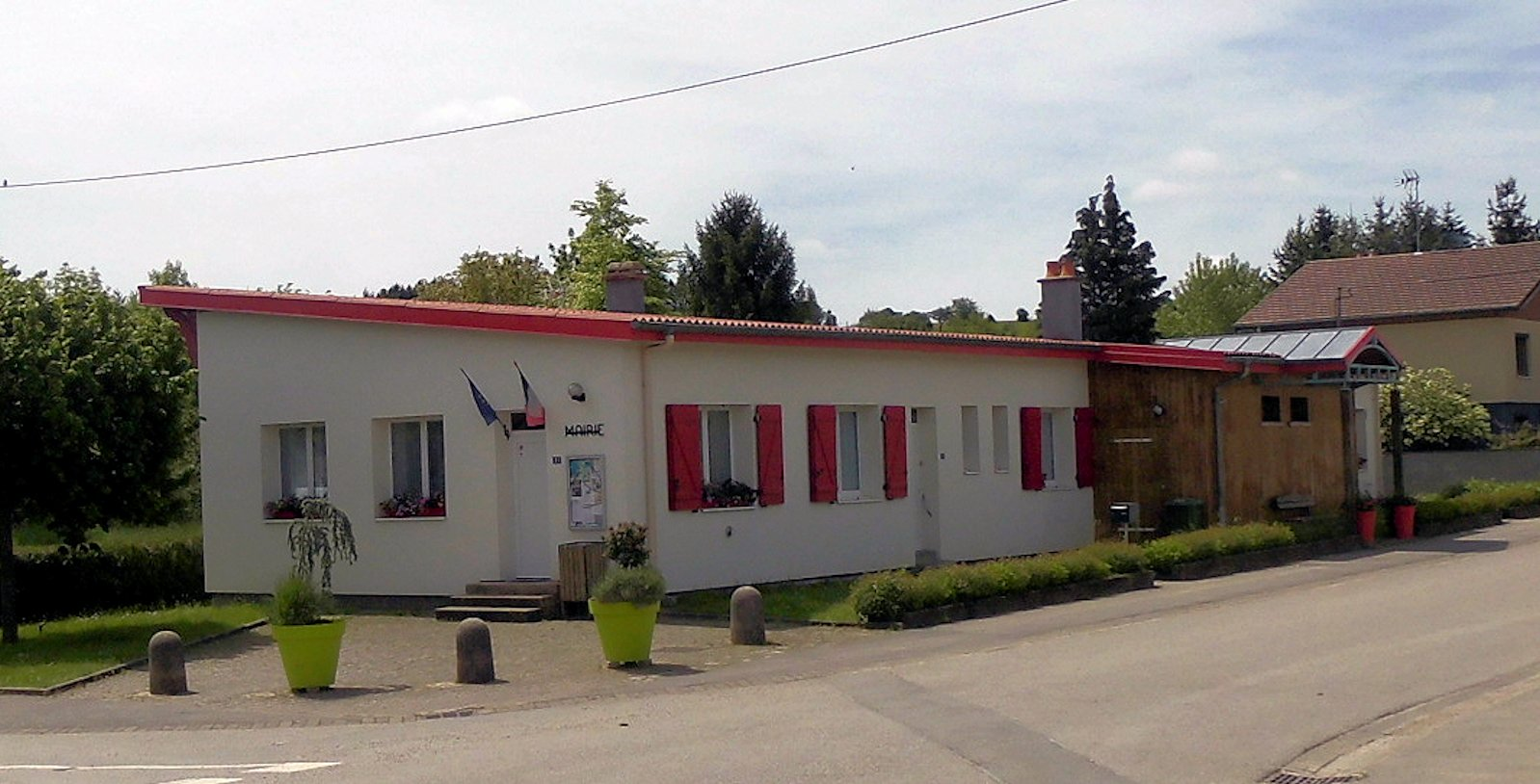
La mairie.

En 2022, le budget de la commune était constitué ainsi :
- total des produits de fonctionnement : 128 000 €, soit 812 € par habitant ;
- total des charges de fonctionnement : 99 000 €, soit 628 € par habitant ;
- total des ressources d'investissement : 22 000 €, soit 142 € par habitant ;
- total des emplois d'investissement : 56 000 €, soit 357 € par habitant ;
- endettement : 163 000 €, soit 1 035 € par habitant.

Avec les taux de fiscalité suivants :
- taxe d'habitation : 22,50 % ;
- taxe foncière sur les propriétés bâties : 39,15 % ;
- taxe foncière sur les propriétés non bâties : 19,50 % ;
- taxe additionnelle à la taxe foncière sur les propriétés non bâties : 38,75 % ;
- cotisation foncière des entreprises : 6,79 %.

Chiffres clés Revenus et pauvreté des ménages en 2021 : médiane en 2021 du revenu disponible, par unité de consommation : 20 700 €.

## Population et société

### Démographie

#### Évolution démographique
L'évolution du nombre d'habitants est connue à travers les recensements de la population effectués dans la commune depuis 1793. Pour les communes de moins de 10 000 habitants, une enquête de recensement portant sur toute la population est réalisée tous les cinq ans, les populations de référence des années intermédiaires étant quant à elles estimées par interpolation ou extrapolation. Pour la commune, le premier recensement exhaustif entrant dans le cadre du nouveau dispositif a été réalisé en 2008.

En 2022, la commune comptait 150 habitants, en évolution de −1,32 % par rapport à 2016 (Vosges : −2,96 %, France hors Mayotte : +2,11 %).
| 1793 | 1800 | 1806 | 1821 | 1831 | 1836 | 1841 | 1846 | 1856 |
| ---- | ---- | ---- | ---- | ---- | ---- | ---- | ---- | ---- |
| 452  | 468  | 488  | 459  | 465  | 490  | 493  | 520  | 425  |

| 1861 | 1866 | 1876 | 1881 | 1886 | 1891 | 1896 | 1901 | 1906 |
| ---- | ---- | ---- | ---- | ---- | ---- | ---- | ---- | ---- |
| 456  | 444  | 397  | 351  | 340  | 285  | 306  | 298  | 306  |

| 1911 | 1921 | 1926 | 1931 | 1936 | 1946 | 1954 | 1962 | 1968 |
| ---- | ---- | ---- | ---- | ---- | ---- | ---- | ---- | ---- |
| 296  | 219  | 205  | 172  | 161  | 160  | 171  | 152  | 137  |

| 1975 | 1982 | 1990 | 1999 | 2006 | 2008 | 2013 | 2018 | 2022 |
| ---- | ---- | ---- | ---- | ---- | ---- | ---- | ---- | ---- |
| 129  | 149  | 146  | 121  | 147  | 154  | 151  | 152  | 150  |

### Enseignement
Établissements d'enseignements :
- Écoles maternelles et primaires à Rouvres-en-Xaintois, Baudricourt, Remoncourt, Oëlleville, Mattaincourt.
- Collèges à Mirecourt, Vittel, Mandres-sur-Vair, Contrexéville, Châtenois.
- Lycées à Mirecourt, Mandres-sur-Vair, Contrexéville, Harol.

### Santé
Professionnels et établissements de santé :
- Médecins à Remoncourt, Mattaincourt, Mirecourt, Gironcourt-sur-Vraine.
- Pharmacies à Remoncourt, Mattaincourt, Mirecourt, Gironcourt-sur-Vraine.
- Hôpitaux à Mattaincourt, Mirecourt, Vittel.

### Cultes
- Culte catholique, Paroisse Saint-Pierre-Fourier - Mirecourt[31], Diocèse de Saint-Dié.

## Économie

### Entreprises et commerces

#### Agriculture
- Culture et élevage associés.
- Élevage d'ovins et de caprins.
- Élevage de vaches laitières.
- Élevage d'autres animaux.
- Exploitation forestière.

#### Tourisme
- Hébergements et restauration à Rouvres-en-Xaintoix, Mirecourt, Contrexéville, Dombasle-devant-Darney, Rugney.
- Chambres d'hôtes[32].

#### Commerces
- Commerces et services de proximité.

## Culture locale et patrimoine

### Lieux et monuments
- L'église de l'Assomption-de-Notre-Dame[33],[34],[35].

Statue de saint Hubert XVIIIe siècle,.
Statue Saint Roch.
Groupe sculpté Sainte Anne et la Vierge.
Statue Vierge à l'Enfant.
- Monument aux morts 1914-1918[41].
- Lavoir et fontaine ronde[42].

### Animations
- Tous les ans, le conseil municipal propose aux habitants un thème de décoration. Le thème choisi pour 2014 est celui des clowns. Il y eut précédemment les épouvantails en 2007, les papillons en 2008, les totems en 2009, la mer en 2010, les chapeaux en 2011, le rouge et le orange en 2012 et les cabanes à insectes en 2013. En 2015, le thème choisi était celui des bovins,... Pour 2021, c'est le sujet gourmand des bonbons qui a été choisi[43].

### Personnalités liées à la commune
- Armand Maillard (1943-), archevêque de Bourges, y est né.

### Héraldique, logotype et devise
| Blason de Offroicourt | Blason  | Écartelé: au 1er d'argent au lion léopardé de sable, armé, lampassé et couronné d'or, au 2e d'azur à l'écusson d'argent, au 3e burelé de douze pièces de sable et d'argent, au 4e d'or à la croix de gueules frettée d'argent. |
| Blason de Offroicourt | Détails | Utilisé par la mairie dans ses courriers depuis 2007 environ. |

## Pour approfondir